# موتافولونه
موتافولونه (به ایتالیایی: Mottafollone) یک کومونه در ایتالیا است که در استان کزنتزا واقع شده‌است. موتافولونه ۳۰ کیلومتر مربع مساحت و ۱٬۴۰۵ نفر جمعیت دارد و ۳۸۴ متر بالاتر از سطح دریا واقع شده‌است.